# Not Meant to Be
Not Meant to Be is een nummer van de Canadese alternatieve rockband Theory of a Deadman uit 2009. Het is de vijfde single van hun derde studioalbum Scars & Souvenirs.
Het nummer haalde de hitlijsten in Noord-Amerika en het Nederlandse taalgebied, maar een grote hit werd het niet. In de Amerikaanse Billboard Hot 100 haalde het de 55e positie. In Nederland haalde het de 5e positie in de Tipparade, en in Vlaanderen de 3e positie in de Tipparade.